# Cúpula del Invernadero Tropical de Yumenoshima

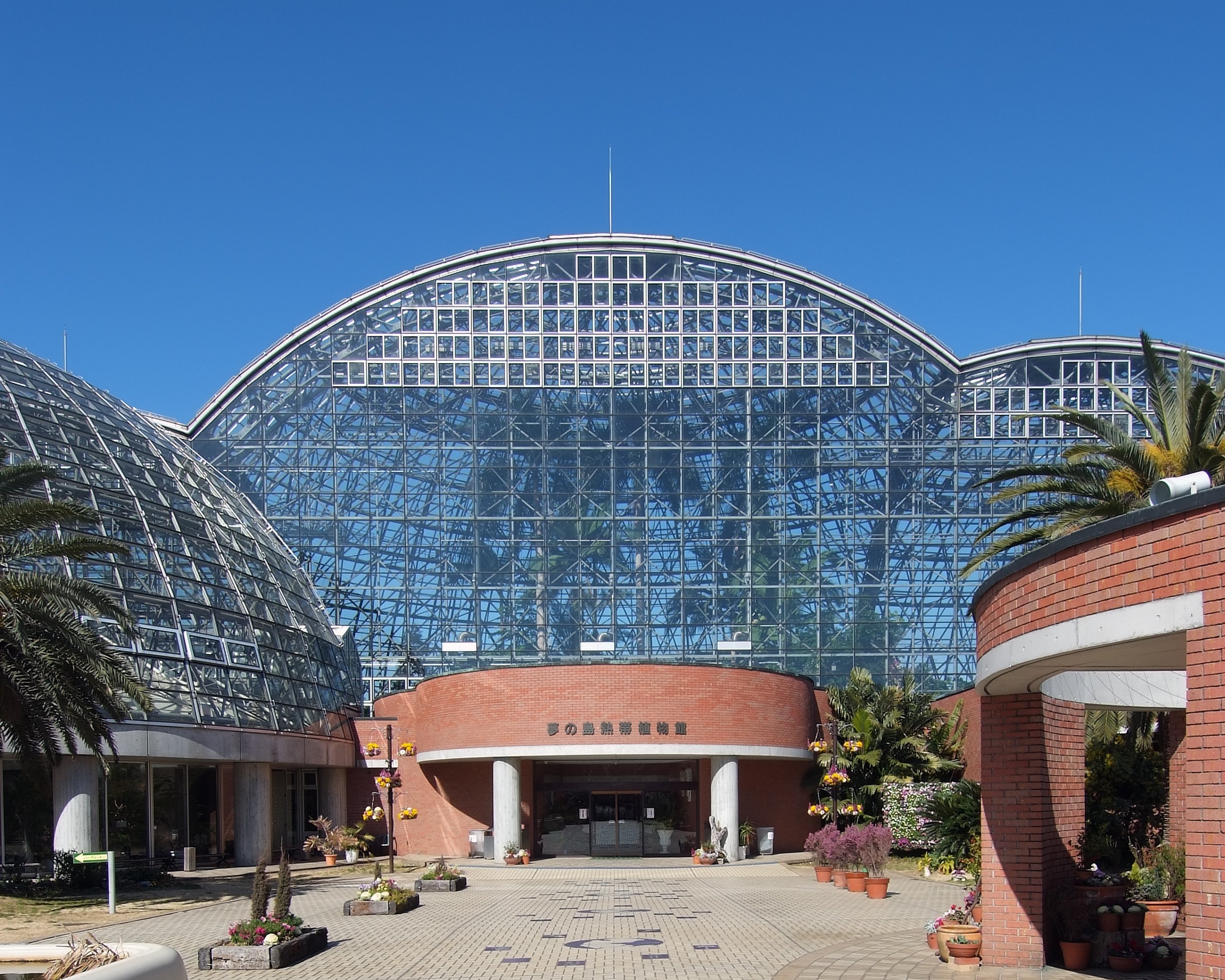
Cúpula del Invernadero Tropical de Yumenoshima.

La Cúpula del Invernadero Tropical de Yumenoshima (en japonés: 夢の島熱帯植物館, Yumenoshima Nettai Shokubutsukan) es un invernadero y jardín botánico que se encuentra en Kōtō, prefectura de Tokio, Japón.

## Localización
Se encuentra ubicado en 3-2, Yumenoshima, Kōtō, Tokio, Japón. 
Está gestionado por la asociación metropolitana de parques de Tokio y se abre diariamente excepto los lunes; se paga una tarifa de admisión. 

## Historia
El invernadero fue establecido en 1988 en Yumenoshima Koen (parque ideal de la isla), en un antiguo vertedero en la bahía de Tokio y unos terrenos ganados al mar.

## Colecciones
- Sala de vídeo donde se proyecta una película sobre los ecosistemas tropicales de 15 minutos de duración en doble función.
- Grandes invernaderos, la instalación consta de tres cúpulas, resaltando el gran invernadero central, en las que se albergan 1,000 especies de plantas tropicales y subtropicales.. Sus temperaturas están mantenidas todo el año con agua caliente alimentada por la planta de incineración de Koutou adyacente.

Cúpula A, con un ecosistema de selva tropical con helechos y una cascada.

Cúpula B, un pueblo tropical con palmeras.

Cúpula C, contiene vegetación de las islas Ogasawara (小笠原諸島).

Entre las especies que se incluyen en las cúpulas se encuentran palmas, orquídeas, acuáticas, Pandanus, Hevea brasiliensis, Samanea saman, Barringtonia racemosa, Satakentia liukiuensis, Cyathea lepifera, Cyathea mertensiana, Cyathea spinulosa, y Dicksonia antarctica.
- Invernadero de plantas insectívoras
- Galería de información
- Habitación de los bloques (Kapla): la construcción de bloques de juguete diseñando una formación divertida
- Salón de eventos
- Salón de té, los ventanales dan vista a los invernaderos.
- Jardín de Hierbas